# Monocittà

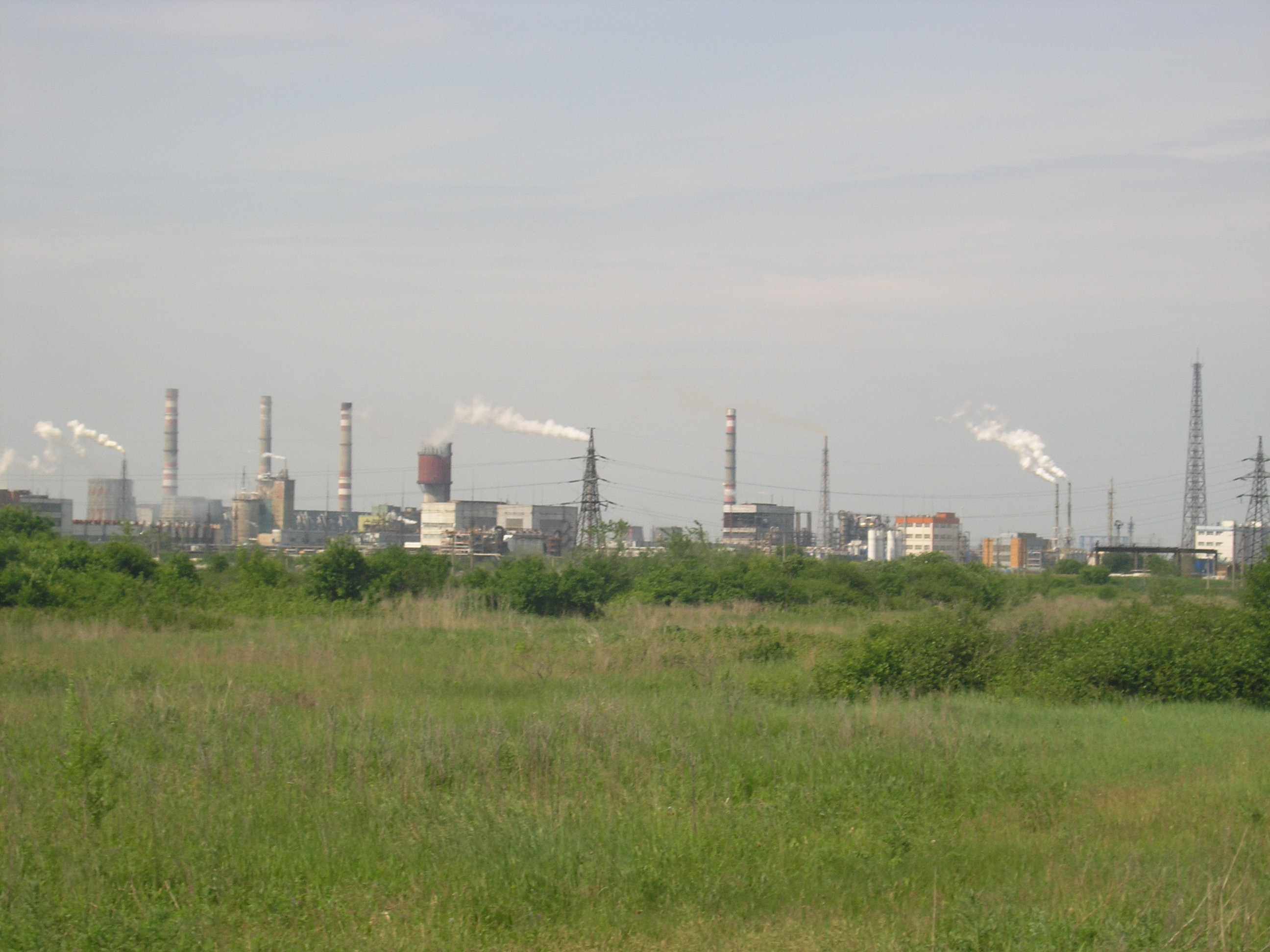
Impianto chimico a Togliatti, la più grande monocittà della Russia

Una monocittà (calco linguistico dalla parola russa моногород, monogòrod; gorod in russo significa "città") è una cittadina la cui economia è dominata da una singola industria o azienda. Il termine è spesso usato soprattutto in Russia, dove l'economia pianificata sovietica ha creato centinaia di monocittà spesso in aree geografiche inospitali.
La situazione in molte delle monocittà russe è altamente problematica a causa della scarsa flessibilità e competitività delle industrie locali.

## Storia
Il piano economico sovietico era volto a fondare impianti industriali in posizioni razionali, sulla base di criteri militari, politici, burocratici ed economici: l'obiettivo era quello di massimizzare la specializzazione regionale. L'impresa dominante era responsabile non solo la produzione, ma per la fornitura di servizi sociali alla popolazione, come l'alloggio, l'assistenza all'infanzia, ecc.
Dopo la dissoluzione dell'Unione Sovietica, la maggior parte delle imprese dominanti delle monocittà sono state privatizzate, ma entro la fine del 1990, molte erano fallite a causa della scarsa competitività. Il governo ha cercato di delegare la responsabilità nel fornire servizi sociali alle municipalità locali, ma queste mancavano di risorse per fornire gli stessi servizi che precedentemente offrivano le industrie.

### Situazione attuale
Secondo uno studio del governo russo condotto tra 1999 e il 2000, vi erano 467 città e 332 centri minori della Russia che potrebbero essere classificati come monocittà. La popolazione di queste città era di 25 milioni, un sesto della popolazione totale del paese. Le 900 imprese delle monocittà (la maggior parte delle quali erano industrie pesanti manifatturiere, metallurgiche, dei combustibili e del legname) rappresentavano oltre il 30% della produzione industriale.

## Problemi
A causa della loro natura, molte monocittà hanno economie limitate, poco flessibili, ed una forza lavoro immobile. Molte aziende di queste cittadine sono poco competitive, ed i residenti sono riluttanti ad allontanarsi e cercare lavoro altrove perché perderebbero i benefici sociali che hanno come lavoratori dipendenti.
Inoltre le monocittà hanno sofferto molto a causa della recessione della fine degli anni 2000, causando una conseguente disoccupazione di massa nelle città.
Nel 2009, circa 300 residenti della città nord-occidentale di Pikalëvo bloccarono una strada principale per protestare contro le difficoltà finanziarie derivanti dal mancato pagamento dei salari. Il Primo ministro Vladimir Putin, in visita alla città, ordinò al proprietario del società dominante della monocittà, la BasEl Cement Pikalyovo, Oleg Deripaska, di pagare oltre 41 milioni di rubli (pari a quasi 1 milione di euro) di salari arretrati ai residenti della città. Solo dopo che tale somma venne versata, la situazione in città tornò tranquilla, ma dubbi circa la redditività a lungo termine degli impianti di Pikalëvo sono rimasti.

## Esempi
La più grande monocittà della Russia è Togliatti, con una popolazione di 700.000 abitanti. La città è sede della fabbrica AvtoVAZ, che a fine 2008 impiegava 106.000 persone. L'AvtoVAZ è la più grande casa automobilistica russa, e produce l'1% del PIL del paese.
Dalnegorsk, situata nell'estremo oriente russo, è un monocittà con una popolazione di 40.000 persone. L'economia della città è completamente dominata da due aziende minerarie e metallurgiche: la GHK Bor e la OAO GMK Dal'polimetal, entrambe filiali della OOO UK, società mineraria russa (RGRK). Queste producono zinco e piombo concentrati nonché colemanite acida borica.